# 霄裡社 (大武壠族)
霄裡社（大武壠語：Sia-urie、Siyauri）原址位於今臺南市玉井區豐里里口霄里，為大武壠族傳統四大社之一。
不同學者對霄裡社之原地有不同說法：
- 吳新榮：今台南市玉井區口霄里及噍吧哖一帶。
- 潘英：今台南市新化區那拔林。
- 石萬壽：今台南市玉井區內霄里。

## 遷徙歷史
大武壠族於口霄里建立霄裡社後，曾往北另建立內霄里社，後為西拉雅族目加溜灣社侵佔，族人再遷回霄里社；部分霄裡社人另再往竹湖、灣潭開墾建社，並於 1736–1796 年間遷徙至高雄市杉林區的茄苳湖、泉漈、山杉林、山杉林角、木櫸寮等地。